# Regimiento de Caballería «Montesa» n.º 3
El Regimiento de Caballería «Montesa» n.º 3 (RC-3), también denominado Regimiento de Caballería Acorazado «Montesa» n.º 3, forma parte de la Comandancia General de Ceuta, Ceuta, encuadrado en el Ejército de Tierra de España.

## Guarniciones
Hoy en día el Regimiento tiene sede en la ciudad autónoma de Ceuta, plaza que ocupa desde el año 1965 tras los planes de reorganización del Ejército de Tierra que lo asignaron en la Comandancia General de Ceuta. En ese momento denominado Grupo Ligero de Caballería n.º 1, y con base en el Acuartelamiento Otero hasta el año 1980, ya con la denominación de «Montesa». El 16 de octubre de ese mismo año izó la insignia nacional por primera vez en el Acuartelamiento Coronel Galindo, Acuartelamiento que toma el nombre del fundador y primer coronel de la unidad y en el que tiene sede actualmente. Dado que desde su creación la unidad ha estado involucrada activamente en cuantos conflictos afectaron a la nación, su guarnición fue variando acorde a los acontecimientos a lo largo de la historia:
DESTINOS DEL REGIMIENTO
- 1706: Puerto de Santa María (Cádiz)
- 1707: Cataluña
- 1708: Valencia
- 1709: Aragón
- 1711: Valencia
- 1712: Cataluña
- 1713: Aragón
- 1714: Barcelona
- 1716: Villaviciosa
- 1717: Valencia
- 1718: Sicilia
- 1720: España (varios distritos)
- 1734: Toscana
- 1735: Sicilia
- 1736: Cáceres
- 1740: Barcelona
- 1742: Delfinado
- 1743: Baja Italia
- 1744: Saboya
- 1747: Barcelona
- 1762: Portugal
- 1763: Castilla la Nueva
- 1775: Argel
- 1776: Castilla la Nueva
- 1779: Campo de Gibraltar
- 1784: Extremadura
- 1792: Zamora
- 1793: Rosellón
- 1794: País Vasco
- 1796: Jerez de los Caballeros
- 1797: Burgos
- 1799: Tuy
- 1799: Badajoz
- 1801: Algeciras
- 1802: Córdoba
- 1805: Algeciras
- 1805: Marbella
- 1807: Málaga
- 1808: Varias campañas
- 1814: Ayamonte
- 1817: Montilla
- 1818: Madrid
- 1819: Zaragoza
- 1821: Villafranca del Penedés
- 1822: Tarrasa
- 1823: Disuelto
- 1839: Navarra
- 1840: Teruel
- 1841: El Pardo
- 1843: Valencia
- 1845: Cataluña
- 1849: Aranjuez
- 1850: Madrid
- 1851: Ocaña
- 1853: Zaragoza
- 1854: Aranjuez
- 1855: Valladolid
- 1858: Burgos
- 1859: Valladolid
- 1863: Palencia
- 1864: Badajoz
- 1865: Baeza
- 1866: Granada
- 1868: Sevilla
- 1879: Aranjuez
- 1881: Madrid
- 1882: Alcalá de Henares
- 1884: Madrid
- 1886: Aranjuez
- 1887: Madrid
- 1888: Aranjuez
- 1890: Madrid
- 1892: Aranjuez
- 1894: Madrid
- 1896: Aranjuez
- 1898: Madrid
- 1899: Barcelona
- 1901: Reus
- 1904: Barcelona
- 1936: Extinguido
- 1939: Madrid
- 1965: Ceuta

## Campañas
Desde su creación esta unidad participó en numerosos conflictos tanto dentro como fuera de la península ibérica.
•Guerra de sucesión española (1705-1714): Batallas de Almansa, Brihuega, Villaviciosa, Gudiña, Peñalba, Vinaroz, Almenara y Zaragoza. Reconquista de Barcelona.
•Guerra de la Cuádruple Alianza (1718): Batallas de Messina, Melazzo y Castello-Mare. Toma de Palermo.
•Socorro de Ceuta (1721): El Regimiento de Montesa participa en la expedición mandada por el marqués de Lede, para levantar el sitio al que la ciudad se veía sometida desde 1695.
•Guerra de sucesión polaca (1734-1735): Batalla del Bitonto y sitio de Melazzo.
•Guerra de sucesión austriaca (1742-1746): Batallas de Madonna del Olmo, Basignana y Tédone. Sorpresa de Codogno. Toma de Demont, Niza, Oleggio y Villafranca. Sitios de Alejandría y Plasencia. Acciones de Monte Albano y Ponte Mole. Paso de los ríos Pó, Tánaro y Tíber.
•Guerra de los Siete Años, campaña de Portugal (1762): Sitio de Almeida y ocupación de Braganza, Oteyro y Chaves.
•Sitio de Argel (1775).
•Sitio de Gibraltar (1779-1783).
•Guerra contra la Convención Francesa (1792-1795): Batallas de Banyuls, Pontellac y Rives Altes. Acciones de Thuir, Cabestany, Canoes, Rear, Treserres, Batería de la Sangre y Villalonga. Defensa de Boulou. Toma de Bellegarde, Colliure y Ceret (Campaña del Rosellón). Combates de Villalba, Lecumberri, Irurzun y Los Barrios. Defensa de Oyarzum (Campaña de Navarra).
•Guerra de las Naranjas (1801): Toma de Yelbes, Olivenza y Campomayor. Sitio de Elvas.
•Invasión de Portugal (1807): Sitio de Thomar.
•Guerra de la Independencia Española (1808-1814): El escuadrón que había participado en la expedición a Portugal interviene en el socorro de Valenza do Miño y batallas de Lugo, Tamames, Carpio y Alba de Tormes. El resto de la Unidad participa en las batallas de Mengíbar, Bailén, Almonacid, Castilla, Ocaña y Medina de Rioseco. Sitio de Toledo. Acciones de Andújar, Aranjuez, Baza, Guadix, Huércal-Overa, Caravaca, Yecla, Puentes del Alcaraz y del Arzobispo.
•Primera guerra carlista (1833-1840): Acciones de Arcos, Arroniz, Barrachina, Castillo de la Sierra de Segura, Teruel y Morella.
•Sucesos políticos (1844): Toma de Alicante y Elche.
•Segunda guerra carlista (1847-1848): Acciones de Tarrasa, Sabadell, Santa Perpetua, Ferrate, Torres de Claramunt, Montbuy, Llobregat, Caballs, Prades, Horpi, Arbeca, Vallplana, Aumells, Pujol, Sanhauja, Llorens, Juncosa, Torrius, Piera, Pobla de Lillet, Capellades, Brunet y Barbastro.
•Sucesos políticos (1856): Sofoca en Zaragoza la sublevación del Regimiento de Infantería Córdoba.
•Revolución Demócrata "La Gloriosa" (1868): Batalla de Alcolea y rebelión de Cádiz.
•Rebelión cantonal (1873): Motines en Sevilla y Montiel.
•Guerra Independentista Cubana (1895-1898): Envía a la isla un escuadrón expedicionario, que toma parte en numerosas acciones.
•Guerra civil española (1936-1939): En julio de 1936, acuartelado en Barcelona, el regimiento es sublevado por sus oficiales y participa en varios combates con las fuerzas de seguridad y milicias obreras. Posteriormente, ante el fracaso de la sublevación, las autoridades republicanas disuelven el regimiento. Durante la contienda el regimiento no interviene en operaciones militares, pero sí lo hacen varios escuadrones de los regimientos Calatrava, Farnesio y España que en 1939 constituirán el nuevo regimiento Montesa, así como los tábores de Regulares de Tetuán, Ceuta y Larache, cuyo historial recoge en 1960.

## Fundación del Regimiento

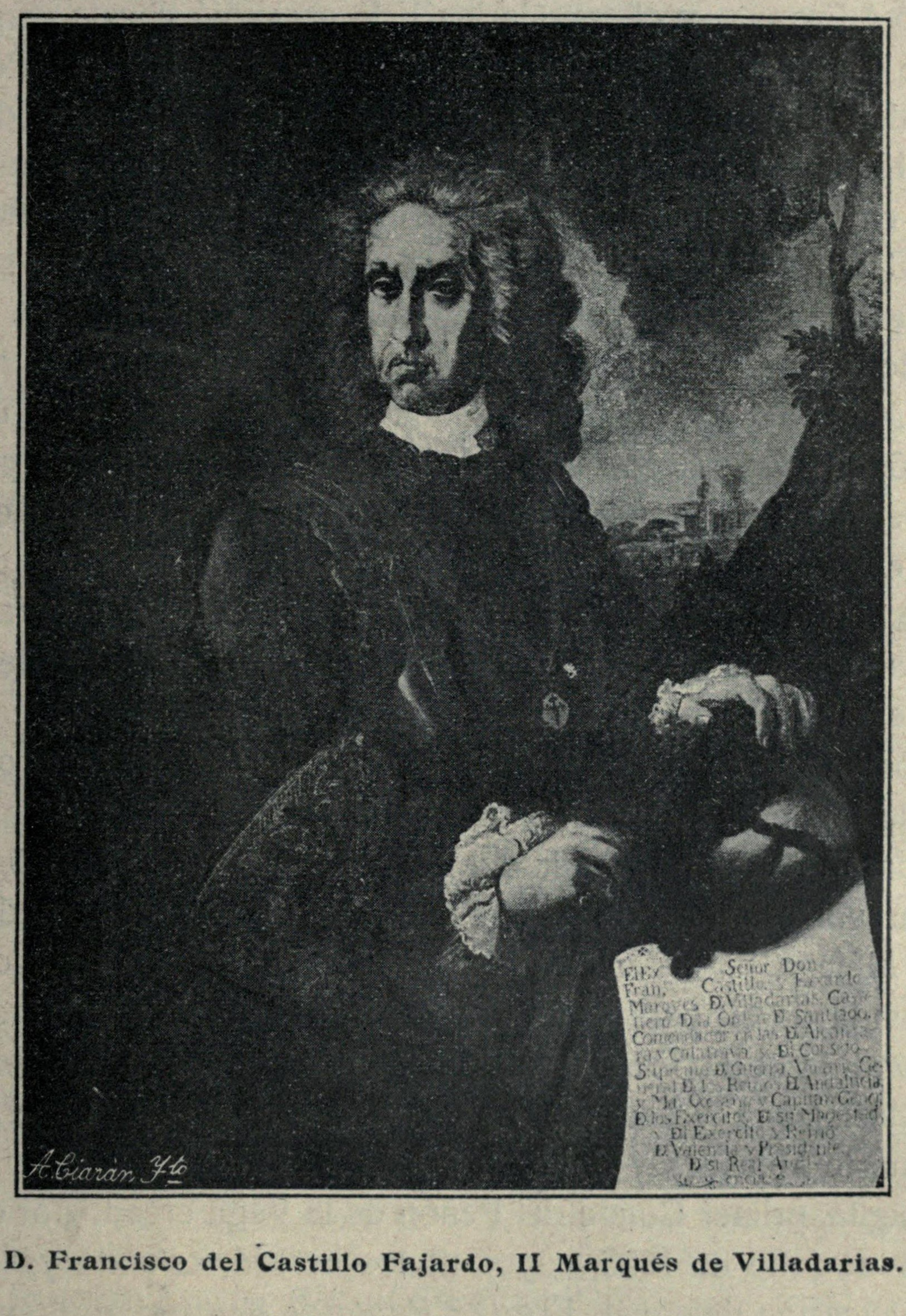
Francisco del Castillo Fajardo, II. Marqués de Villadarias

El Regimiento de Montesa se creó el 10 de febrero de 1706 en el Puerto de Santa María. Adoptando inicialmente el nombre de “Galindo”, apellido de su primer Coronel, según tradición de la época. Fue creado con 300 plazas, vestido y armado por su Coronel D. Luis Galindo y Lasso de la Vega, pasando a orden de D. Francisco del Castillo y Fajardo Marqués de Villadarias, quién a su vez la recibió de su S.M. el rey Felipe V de España. Su formación se hizo con dos compañías de los Tenientes Generales de Caballería D. Bonifacio Manrique de Lara y D. Pedro Mataylán, y con otras siete compañías sueltas que se hallaban en la ciudad.
En su origen, el Regimiento dio continuidad a los viejos Trozos de Caballería y su creación durante la Guerra de Sucesión le permitió contribuir a la instauración en el Trono de España de la dinastía Borbónica.
Por Real Decreto de 1718, todas las Unidades recibieron un nombre que sustituía al de sus respectivos Coroneles. El de Galindo, se convirtió en "Salamanca", que en 1734 cambiaría por el de "Montesa" y que, salvo algunos intervalos, ha conservado hasta hoy en día.
El Regimiento ha pasado por prácticamente todos los institutos del Arma de Caballería: Línea (1706-1820), Ligero (1821 y 1839-40), Cazadores (1844-46, 1931-35 y 1944-59), Lanceros (1847-84), Dragones (1885-1931), Blindado (1960-64), Ligero Acorazado (1965-73) y Acorazado (1974 hasta la actualidad).

## Estructura
- Plana mayor de mando
  - Mando
  - Plana mayor
  - Sección de plana mayor
- Grupo de Caballería Acorazado "Cazadores de África" I/3

## Himno del Regimiento
Fue creado estando el Regimiento bajo el mando del Coronel Miguel Largo Campo ( 2000-2002).
Autores: 
- Música, Comandante Director de Música Agustín Díez Guerrero.
- Letra, Teniente Coronel Manuel Fernández Huertas y Subteniente de Banda de Caballería Jorge García Pérez.

Cantado por primera vez el 25 de julio de 2013, con motivo de la celebración de Santiago Apóstol, Patrón de España y de la Caballería.
Himno del RCAC Montesa n.º 3 
"Regimiento de Montesa
con tu signo venceremos,
de tus hazañas y de tus glorias
hablará siempre la historia.
Al son de los clarines
victoriosos avanzaremos,
y siguiendo al Estandarte
al galope cargaremos.
España en nuestras mentes
Santiago en el corazón,
Patrón noble del arma
jinete por vocación.
Motores por corceles
aceros por corazas,
Espíritu Jinete
en defensa de la Patria.
Regimiento de Montesa
con tu signo venceremos,
de tus hazañas y de tus glorias
hablará siempre la historia.
Deber, honor y gloria
las insignias del Montesa,
el valor, arrojo, audacia
en el campo de batalla."

## Uniformes
- Actualidad

|                  |                |
| Pixelado boscoso | Pixelado árido |

Distintivo KFOR de la OTAN.

- Reinado de Alfonso XIII a Principios del siglo XX

|  |

- Reinado de Fernando VII (1818)

|                                                         |
| Coracero de Línea del Regimiento Montesa en el año 1818 |

- Reinado Carlos IV (1793)

|                            |
| Regimiento Montesa en 1793 |

- Reinado Carlos III (1763)

|                                                           |
| Uniforme del Regimiento Montesa tras las reformas de 1763 |

## En la Actualidad
Desde que España se involucra como fuerza pacificadora en los diferentes conflictos internacionales, el personal del RCAC "Montesa" N.º 3 ha participado activamente en todas aquellas misiones en las cuales el Ejército Español se ha visto involucrado. La Unidad ha prestado su labor como parte de las unidades integrantes de la OTAN, como en la Kosovo Force, o como unidad de paz bajo el mandato de la ONU formando ella misma una Unidad Expedicionaria o formando parte de alguna de las que se han creado para dar apoyo a los militares destacados en aquellas misiones: Bosnia Herzegovina, Kosovo, Afganistán, Irak, Líbano,...
| Leopardo 2E. zaragoza 1.jpg |                                                |               |                                                  | Gewehr G36.jpg |
| Leopardo 2E. Zaragoza 1     | M113A1 TBP en el Museo Yad La-Shiryon, Israel. | ASCOD PIZARRO | Aníbal carrozado del Ejército de Tierra Español. | Domok g36      |